# 北尾吉孝
北尾 吉孝（きたお よしたか、1951年1月21日 - ）は、日本の実業家、SBIホールディングス代表取締役会長兼社長兼CEOで、SBIインベストメント代表取締役執行役員会長兼社長。SBIグループの創業者でもある。また、学校法人SBI大学院大学理事長で同大学教授でもある。

## 人物
2005年のライブドアによるニッポン放送買収騒動においては、フジテレビジョン（現：フジ・メディア・ホールディングス）側のホワイトナイトとなった。北尾自ら経営戦略等を語りIRにも力を入れている。

### 新生銀行に対する敵対的買収
2021年、SBIホールディングスは新生銀行（現：SBI新生銀行）に対して、日本の金融業界では極めて異例とされる事前通告なしの敵対的買収（ブラックナイト）を実施した。その際、北尾は同行の工藤英之社長（当時）を「信義にもとる男」「10年、20年単位でカネを返さないのは泥棒と一緒」などと繰り返し非難し、決算説明会では「ぼんくら経営者」呼ばわりするも、中国古典に親しんでいることから孫子の言葉「百戦百勝は、善の善なる者に非ざるなり」に従い、土壇場でホワイトナイトとして 工藤英之社長を安心させ、新生銀行への株式公開買付け（TOB）を成立させたと自身のブログに綴っている。
ただし、防衛策撤回の背景には、大株主である国（預金保険機構および整理回収機構）の賛同が得られず、否決の公算が高まっていたことが大きく影響したとされている。
買収防衛策をめぐる山場となった同年11月24日、北尾は新生銀行の工藤社長をSBIホールディングス本社に迎え、「ご足労いただきありがとうございます」と丁重に出迎えたとされる。これまで公の場で行っていた激しい批判については、「失礼なことを言ってすみませんでした」と頭を下げたという。ただし、その後の決算説明会やインフォメーションミーティングでも「前工藤政権では…」と度々批判しており、2025年6月27に開催された経営近況報告会でも同様の発言を行っている。

### 堀江貴文との和解
2022年には前述のニッポン放送買収問題で対立していた元ライブドア社長の堀江貴文とも和解し、堀江が経営に携わっているロケット開発ベンチャー企業のインターステラテクノロジズにSBI傘下のSBIインベストメントが出資することを同年12月に発表した。

### フジ・メディアHDの株主提案側の取締役候補者に
2025年4月16日、フジ・メディア・ホールディングス（FMH）の発行済株式の7%超を保有するダルトン・インベストメンツは、北尾吉孝、近藤太香巳（NEXYZ.Group社長）を含む12名を取締役候補者とする株主提案をFMH側に送付した。
翌17日、北尾は都内で記者会見を開き、近藤太香巳、SBIホールディングス執行役員の深澤裕とともに登壇。「堀江君には悪いことをした。当時の判断は珍しく外れた」と20年前のライブドア事件に言及しつつ、FMHへの経営参画を通じて「金融、IT領域に強みを持つSBIグループの生態系とメディアを融合させる」との構想を語った。また、自身を会社側の取締役候補者に加えることを要求し、「もし反省なく敵対するとしたら、徹底的に勝負する。いつでも受けて立つ。（株式を）5％ぐらい買うのはわけない」とけん制した。質疑応答の中で近藤太香巳は「僕は北尾会長は日本の総理大臣になってほしいぐらいですから」と持ちあげた。
しかし、5月16日にFMHが公表した役員人事案では、会社提案の11名（うち独立社外取締役に元ファミリーマート社長の沢田貴司ら）を選任候補とする一方で、北尾ら株主提案の候補者12名については「取締役全員一致の決議により反対」と表明、提案された12名の候補者を全て外した。これに対し北尾は、「僕を受け入れて会社を改革しようという度胸はなかった」「オールドファッション（流行遅れ）な会社に対して、僕の貴重な時間と頭脳を使うのは無駄だとわかった」と述べたほか、「そんなに（自分のことが）嫌なら勝手にしたらいい」「清水というのがいかにいい加減で力のない男かっていうのが今回よく分かった」など、FMH側を痛烈に批判した。
6月25日に開催された株式会社フジ・メディア・ホールディングス第84回定時株主総会では会社提案の取締役候補11名が全員、8割超の賛成で選任された。一方、北尾を含む株主提案の12名は全員否決され、いずれも3割に満たない賛成率にとどまった。総会後、日本経済新聞の取材に応じた北尾は、フジテレビ従業員によるオンラインカジノ問題に触れ「組織ぐるみの事件も起きている」と指摘。「モラルの低い会社（の改革を）この歳でやる気は起きない」と述べ、FMHへの関与を断念する意向を示した。

## 来歴
- 1951年1月21日生まれ[21]。兵庫県出身[22]。兵庫県立神戸高等学校卒業[23]。
- 1974年　慶應義塾大学経済学部経済学科（気賀ゼミ[24]）卒業[25]、野村證券株式会社入社[25]　総合企画室。
- 1978年　ケンブリッジ大学経済学部卒[22]、野村證券株式会社海外投資顧問室。
- 1982年　同ニューヨーク拠点（NSI）。
- 1987年　同第二事業法人部次長。
- 1989年　ワッサースタイン・ペレラ社常務取締役（ロンドン）[21]。
- 1991年　野村企業情報株式会社取締役[21]（兼務）。
- 1992年　野村證券株式会社 事業法人三部長[21]。
- 1995年　野村證券がソフトバンクの株式公開を担当したことが縁でソフトバンク株式会社の孫正義に出会い、スカウトされる。ソフトバンク株式会社常務取締役[25]。
- 1999年　ソフトバンク・インベストメント株式会社（現・SBIホールディングス株式会社）代表取締役社長CEO[22]。
- 2005年　財団法人SBI子ども希望財団 理事[21]。
- 2008年　SBI大学院大学 学長。
- 2019年　一般社団法人日本STO協会会長[26]。

## 家系
- 北尾墨香 江戸時代の儒学者
- 祖父・北尾清七（大郷清七） 大阪朝日新聞の販売を一手に担う北尾新聞舗を経営[27]
- 父・北尾精造 洋書の輸入販売会社を経営

幼少期から「論語」をはじめとした中国古典に親しみ、貪るように多くの文献に目を通し、以後の人生観に大きく影響したという。またいとこが漫才師の中田カウスの妻である。

## 孫正義との関係
ソフトバンク・インベストメント株式会社（現・SBIホールディングス株式会社）はソフトバンク株式会社の子会社であるソフトバンク・ファイナンス（のちのソフトバンク・エーエム、現在はソフトバンクテレコム株式会社）の子会社だった。2006年8月2日、ソフトバンク・エーエム株式会社が保有するSBIホールディングス株を全株ゴールドマンサックス証券に売却。このことにより、資本的には完全にソフトバンクとの関係はなくなったことになる。
北尾はTV番組で「堀江貴文と孫正義の違い」を尋ねられた際に「人々のために役立つことをしようという意識を常に孫さんは持っている。その結果として儲かっているだけ。」と評している。また孫も「定期的にメシを共にする約束で資本関係の解消に応じた」と冗談交じりに語っている。

## リーダー論
現在の日本の道徳教育、その背景を問題視し、第二次世界大戦後の占領政策の影響があって、「過去の一切の日本的精神、武士道のような精神が否定された」と指摘、ゆえに「日本人が持っていた強靭な精神力、厳しい時代を生き抜ける力を身につけたリーダーでなければこの難しい時代の日本を任せられません」 と主張する。

## 著書
- 『実践FinTech フィンテック革命の戦士たち』（日経MOOK）（日本経済新聞出版社、2017年）
- 『古教 心を照らす』（経済界、2017年）- ブログ書籍化第10弾
- 『成功企業に学ぶ　実践フィンテック』（日本経済新聞出版社、2017年）
- 『修身のすすめ』（致知出版社、2016年）
- 『日に新たに』（経済界、2016年）
- 『自修自得す』（経済界、2015年）
- 『実践版 安岡正篤』（プレジデント社、2015年）
- 『強運をつくる干支の知恵』（致知出版社、2014年）
- 『人生を維新す』（経済界、2014年）
- 『時弊を匡正す』（経済界、2013年）
- 『出光佐三の日本人にかえれ』（あさ出版、2013年）
- 『先哲に学ぶ』（経済界、2012年）
- 『仕事の迷いにはすべて「論語」が答えてくれる』（朝日新聞出版、2012年）
- 『日本経済に追い風が吹いている』（産経新聞出版、2012年）
- 『ビジネスに活かす「論語」』（致知出版社、2012年）
- 『北尾吉孝の経営問答！』（廣済堂出版、2012年）
- 『時務を識る』（経済界、2011年）
- 『日本人の底力』（PHP研究所、2011年）
- 『森信三に学ぶ人間力』（致知出版社、2011年）
- 『活眼を開く』（経済界、2010年）
- 『起業の教科書　次世代リーダーに求められる資質とスキル』（東洋経済新報社、2010年）
- 『安岡正篤ノート』（致知出版社、2009年）
- 『逆境を生き抜く名経営者、先哲の箴言』（朝日新聞出版、2009年）
- 『窮すればすなわち変ず』（経済界、2009年）-ブログ本の第二弾
- 『君子を目指せ、小人になるな』（致知出版社、2009年）
- 『時局を洞察する』（経済界、2008年）- ブログの内容を単行本化
- 『何のために働くのか』（致知出版社、2007年）
- 『進化し続ける経営－SBIグループそのビジョンと戦略』（東洋経済新報社、2005年）
- 『中国古典からもらった「不思議な力」』（三笠書房、2005年）
- 『人物をつくる―真の経営者に求められるもの』（PHP研究所、2003年）
- 『不変の経営・成長の経営―伸びる会社はどこが違うのか』（PHP研究所、2000年）
- 『E-ファイナンスの挑戦 II』（東洋経済新報社、2000年）
- 『E-ファイナンスの挑戦 I』（東洋経済新報社、1999年）
- 『「価値創造」の経営』（東洋経済新報社、1997年）

## メディア出演
- 日経スペシャル カンブリア宮殿 （テレビ東京）
  - 「金融界のカリスマ・ミスター豪腕が語る『ビジネスマンよ！大志を抱け』」（2006年5月15日）[33]
  - 「村上龍×金融危機 スペシャル企画 今、日本は何をすべきか？」（2008年11月10日）[34]
- この国の行く末 第2回 北尾吉孝×安藤忠雄（2017年4月22日、BSフジ）
- この国の行く末2〜テクノロジーの進化とオープンイノベーション〜（2018年4月 - 、BSフジ）